# Опаренюк, Виктор Иванович
Виктор Иванович Опаренюк (укр. Віктор Іванович Опаренюк; род. 23 марта 1969, Караганда) — советский и украинский футболист, играл на позиции защитника и полузащитника.

## Карьера
Карьеру начинал в «Ниве» из города Винница. Далее играл за киевский СКА. Поиграв в любительском клубе «Подолье» из Кирнасовки он вернулся в «Ниву». После распада СССР играл за любительский клуб «Керамик» и «Подолье». В 1995 году перешёл в российский клуб Жемчужина из Сочи, за которую единственную игру в чемпионате России провёл 22 июля того года в домашнем матче 17-го тура против московского «Торпедо», выйдя со стартовых минут и будучи заменённым на 28-й минуте на Вячеслава Проценко. Также в 1995 году играл за Волгарь-Газпром. В 1996 году вернулся на Украину, где выступал за «Кристалл» из Чорткова. В 1997 году провёл 14 матчей за карагандинский «Шахтёр-Испат-Кармет» в чемпионате Казахстана. В 1998 играл за «Химик» из Степногорска. Далее играл в любительском клубе из Германии. Профессиональную карьеру завершил в «Ниве».